# Sagrada familia
Sagrada familia es una serie de televisión web española de drama creada por Manolo Caro para Netflix. Está protagonizada por Najwa Nimri, Alba Flores, Carla Campra, Álex García, Macarena Gómez, Álvaro Rico y Laura Laprida. Se estrenó en Netflix el 14 de octubre de 2022.La segunda temporada se estrenó el 17 de noviembre de 2023y es la última.La serie fue producida por Woo Films y noc Noc Cinema.

## Trama
Julia Santos es una mujer que se muda a Fuente del Berro bajo la falsa identidad de Gloria Román con sus hijos Nico y Mariana Santos, que también viven bajo la falsa identidad de Hugo y Aitana Martínez, respectivamente. Una vez en Fuente del Berro, Gloria intenta escapar de su oscuro pasado y no tarda en entablar una estrecha relación con varios vecinos, aunque poco a poco descubre que el barrio guarda tantos secretos como ella. Cuando estos misterios chocan, Gloria no tiene más remedio que proteger lo que más ama: su familia.

## Reparto

### Reparto principal
- Najwa Nimri como Gloria Román / Julia Santos
- Alba Flores como Caterina / Edurne
- Álex García como Germán / Diego
- Macarena Gómez como Blanca
- Álvaro Rico como Marcos Almonacid
- Pol Hermoso como Felipe Almonacid (recurrente temporada 1, principal temporada 2)
- Jon Olivares como Pedro Olivares Simón
- Ella Kweku como Alicia Bainné Olabarrieta
- Fernando Andina como Ramón Fernández (recurrente temporada 1, principal temporada 2)
- Abril Zamora como Marga Morales (temporada 2)
- Javier Pereira como "Chino" (temporada 2)
- Nicolás Illoro como Santiago "Santi" Santos
- Laura Laprida como Natalia Alberche
- Carla Campra como Aitana Martínez / Mariana Santos
- Iván Pellicer como Abel Martínez / Eduardo Santos

con la colaboración especial de
- Daniel Grao como Manuel (temporada 2)
- Enrique Villén como Enrique (temporada 2)
- David Solans como Nico Santos (temporada 2)
- Miguel Ángel Solá como Fernando Alberche

### Temporada 1
- Najwa Nimri como Gloria Román / Julia Santos
- Alba Flores como Caterina / Edurne
- Álex García como Germán / Diego
- Macarena Gómez como Blanca
- Álvaro Rico como Marcos Almonacid
- Jon Olivares como Pedro Olivares Simón (Episodio 1 - Episodio 3; Episodio 6 - Episodio 8)
- Ella Kweku como Alicia Bainné Olabarrieta
- Nicolás Illoro como Santiago "Santi" Santos (Episodio 1 - Episodio 5; Episodio 7 - Episodio 8)
- Laura Laprida como Natalia Alberche
- Carla Campra como Aitana Martínez / Mariana Santos
- Iván Pellicer como Abel Martínez / Eduardo Santos
- Miguel Ángel Solá como Fernando Alberche (Episodio 3 - Episodio 8)

### Temporada 2
- Najwa Nimri como Gloria Román / Julia Santos
- Alba Flores como Caterina / Edurne
- Álex García como Germán / Diego (Episodio 1 - Episodio 7)
- Macarena Gómez como Blanca
- Álvaro Rico como Marcos Almonacid (Episodio 1 - Episodio 4; Episodio 8)
- Pol Hermoso como Felipe Almonacid
- Jon Olivares como Pedro Olivares Simón
- Ella Kweku como Alicia Bainné Olabarrieta (Episodio 1 - Episodio 5; Episodio 7 - Episodio 8)
- Fernando Andina como Ramón Fernández
- Abril Zamora como Marga Morales (Episodio 2 - Episodio 5; Episodio 8)
- Javier Pereira como "Chino"
- Nicolás Illoro como Santiago "Santi" Santos
- Laura Laprida como Natalia Alberche
- Carla Campra como Aitana Martínez / Mariana Santos
- Iván Pellicer como Abel Martínez / Eduardo Santos

con la colaboración especial de
- Daniel Grao como Manuel (Episodio 1 - Episodio 6)
- Enrique Villén como Enrique (Episodio 4 - Episodio 5; Episodio 7 - Episodio 8)
- David Solans como Hugo / Nicolás "Nico" Santos (Episodio 8)
- Miguel Ángel Solá como Fernando Alberche (Episodio 1 - Episodio 5)

### Reparto secundario
- Lorenzo Cordoba Angellotti como Lorenzo Fernández
- Raquel Farias como Rosa
- Miri Pérez-Cabrero como Mónica
- Claudia Melo como Claudia
- Cecilia Suárez como Profesora (Episodio 1)
- Jesús Olmedo como Marín (temporada 2)
- Ismael Artalejo como Adolfo Almonacid ( temporada 1 y 2)

## Episodios

### Primera temporada
| N.º | Título | Dirigido por            | Escrito por | Fecha de lanzamiento original                                             |                       |
| --- | ------ | ----------------------- | ----------- | ------------------------------------------------------------------------- | --------------------- |
| 1   | 1      | «La grieta»             | Manolo Caro | Fernando Pérez López, María Miranda Anguita, Manolo Caro y Gabriel Nuncio | 14 de octubre de 2022 |
| 2   | 2      | «Soy Gloria Román»      | Manolo Caro | Fernando Pérez López, María Miranda Anguita, Manolo Caro y Gabriel Nuncio | 14 de octubre de 2022 |
| 3   | 3      | «Cuatro cuerpos»        | Manolo Caro | Fernando Pérez López, María Miranda Anguita, Manolo Caro y Gabriel Nuncio | 14 de octubre de 2022 |
| 4   | 4      | «Melilla»               | Manolo Caro | Fernando Pérez López, María Miranda Anguita, Manolo Caro y Gabriel Nuncio | 14 de octubre de 2022 |
| 5   | 6      | «Once de noviembre»     | Manolo Caro | Fernando Pérez López, María Miranda Anguita, Manolo Caro y Gabriel Nuncio | 14 de octubre de 2022 |
| 6   | 6      | «Au pair»               | Manolo Caro | Fernando Pérez López, María Miranda Anguita, Manolo Caro y Gabriel Nuncio | 14 de octubre de 2022 |
| 7   | 7      | «Aquel coche en llamas» | Manolo Caro | Fernando Pérez López, María Miranda Anguita, Manolo Caro y Gabriel Nuncio | 14 de octubre de 2022 |
| 8   | 8      | «Hijo de la luna»       | Manolo Caro | Fernando Pérez López, María Miranda Anguita, Manolo Caro y Gabriel Nuncio | 14 de octubre de 2022 |

### Segunda temporada
| N.º | Título | Dirigido por        | Escrito por | Fecha de lanzamiento original                              |                         |
| --- | ------ | ------------------- | ----------- | ---------------------------------------------------------- | ----------------------- |
| 9   | 1      | «El lago»           | Manolo Caro | Fernando Pérez López & María Miranda Anguita & Manolo Caro | 17 de noviembre de 2023 |
| 10  | 2      | «Lejos de Dios»     | Manolo Caro | Fernando Pérez López & María Miranda Anguita & Manolo Caro | 17 de noviembre de 2023 |
| 11  | 3      | «La puerta»         | Manolo Caro | Fernando Pérez López & María Miranda Anguita & Manolo Caro | 17 de noviembre de 2023 |
| 12  | 4      | «Abriendo los ojos» | Manolo Caro | Fernando Pérez López & María Miranda Anguita & Manolo Caro | 17 de noviembre de 2023 |
| 13  | 5      | «Buenos Aires»      | Manolo Caro | Fernando Pérez López & María Miranda Anguita & Manolo Caro | 17 de noviembre de 2023 |
| 14  | 6      | «Pelo suelto»       | Manolo Caro | Fernando Pérez López & María Miranda Anguita & Manolo Caro | 17 de noviembre de 2023 |
| 15  | 7      | «Hijo por hijo»     | Manolo Caro | Fernando Pérez López & María Miranda Anguita & Manolo Caro | 17 de noviembre de 2023 |
| 16  | 8      | «Sagrada familia»   | Manolo Caro | Fernando Pérez López & María Miranda Anguita & Manolo Caro | 17 de noviembre de 2023 |

## Producción
El 8 de octubre de 2021, Netflix anunció en su cuenta de Twitter de España que el rodaje de una nueva serie, titulada Sagrada familia, había comenzado. El rodaje de la segunda temporada concluyó en abril de 2023. La idea original de la serie fue concebida por el guionista mexicano Manolo Caro en 2019.

## Lanzamiento y marketing
El 7 de septiembre de 2022, Netflix sacó el primer tráiler de la serie y programó su estreno para el 14 de octubre de 2022.